# Liga Caraguatay de Deportes
La Liga Caraguatay de Deportes es una de las doce ligas regionales de fútbol correspondientes a la Federación de Fútbol del Tercer Departamento de La Cordillera, Paraguay. Está afiliada a la Unión del Fútbol del Interior de la que tiene a su cargo el desarrollo del torneo interno de mayores y juveniles de los clubes afiliados a ella, así como la representación de la entidad, a través de la Selección de Caraguatay.
La Liga Caracuatay de Deportes está compuesta por 16 equipos, integrados por vecinos de distintos barrios y gente perteneciente a diferentes compañías de Caraguatay.

## Historia
Sus clubes integrantes formaban anteriormente parte de la Liga José Félix Estigarribia. Fue fundada originalmente como Liga José Félix Estigarribia. Hoy en día es considerada como Liga Caraguatay de Deportes.
A partir del 2015 cuenta con 16 clubes, que militan en la Primera División.

## Clásicos
CLÁSICO DE CARAGUATAY
- Comandante Lara contra Cordillerano Central.

CLÁSICO DE VECINOS
- Club 24 de Junio contra C.A. Independiente.

CLÁSICO POPULAR
- C.A. Independiente contra Club 24 de Junio.

CLÁSICO DE GRAL GENES
- 3 de Febrero contra 27 de Diciembre.

CLÁSICO CENTRAL
- Comandante Lara contra C.S. Caraguatay.

CLÁSICO DE LOMA
- C.S. Alfonso Loma vs Norte América FBC.

## Clubes de Primera
| Lugar             | Club                               |
| ----------------- | ---------------------------------- |
| Alfonso Loma      | C.S. Alfonso Loma                  |
| Alfonso Loma      | Norteamérica Football Club         |
| Capellanía        | 6 de Julio                         |
| Centro            | C.S. Caraguatay                    |
| Centro            | Comandante Lara                    |
| Costa Ybate       | Cordillerano Central Football Club |
| Fulgencio Yegros  | C.A. Independiente                 |
| General Genes     | 3 de Febrero                       |
| General Genes     | 27 de Diciembre                    |
| Hugua Guazu       | 24 de Junio                        |
| Rolón             | Mariscal López                     |
| Río Negro         | Club Deportivo Río Negro           |
| Alfonso Central   | C. Guaraní                         |
| Tacuary           | Jóveves Unidos                     |
| Teniente González | 12 de Junio Football Club          |
| Valle'i           | 8 de Diciembre                     |